# Шубины
Шубины (шубины-Поздеевы) — два древних русских дворянских рода.
В Гербовник внесены три фамилии Шубиных:
1. Шубины, предки которых жалованы были поместьями в 1620 году, сюда принадлежат Шубины-Поздеевы (Герб. Часть IV. № 81).
2. Потомство Герасима Васильевича Шубина, дети которого пожалованы грамотою царя Алексея Михайловича в 1668 году (Герб. Часть VIII. № 99)[1].
3. Потомство тайного советника Дмитрия Шубина-Поздеева (Герб. Часть XIII. № 50)[2].

Род записан в VI часть родословной книги Ярославской губернии.

## Происхождение и история родов
Род ведёт своё происхождение от вотчинника сельца Сущово с пустошами в Жабенском стане Кашинского уезда (1627/29) «Грязного-Фёдора Ивановича Шубина», который имел четырёх сыновей, пошехонских детей боярских: Гаврилу († 1632), Тимофея († от ран 1635), Нехороший († до 1635) и Воина († 1637). «Гаврило Грязново сын» был пошехонским помещиком и владел вотчиной отца. Праправнук последнего Шубин, Алексей Яковлевич, (1707—1765) — фаворит цесаревны Елизаветы Петровны.
Сын боярский Нехорошев Васильевич Шубин вотчинник пустошей (деревни) Величково и пустоши (село) Любец в Угодском стане Малоярославецкого уезда (21 августа 1627).
Шубины: Василий, Лаврентий и Иван Герасимовы от Государя Царя и Великого Князя Алексея Михайловича за службу и храбрость, пожалованы поместьями и грамотою (1668). Равным образом и потомки их Шубины, Российскому Престолу служили дворянские службы в разных чинах. Все сие доказывается жалованною на поместья грамотою, выписанной с отказных книг и родословною Шубиных.
Шубины-Позднеевы
Род Шубиных-Позднеевых восходит к первой четверти XVII века. Высочайшим повелением (1879) вдове ротмистра Любови Шубиной и её старшему сыну Дмитрию, разрешено присоединить к их фамилии и гербу фамилию и герб Поздеевых, с наименованием Шубины-Поздеевы. Николай Дмитриевич Шубин-Поздеев состоял Санкт-Петербургским уездным предводителем дворянства и гласным Санкт-Петербургской городской думы.

## Описания гербов

#### Герб. Часть IV. № 81.
Герб рода Шубиных: в щите, разделённом на четыре части, посередине находится малый красный щиток, в коем видна шестиугольная золотая Звезда и пред оною серебряная Луна рогами вверх обращённая (польский герб Лелива). В первой части в золотом поле изображена собольего меху шуба, покрытая зелёным.
Во второй в зелёном поле серебряная Сабля остроконечием вниз обращённая. В третьей в голубом поле золотой Лук и серебряная Стрела летящая к верхнему левому углу (изм. польский герб Лук). В четвёртой части в серебряном поле чёрный одноглавый коронованный Орёл держит в лапах Скипетр и Державу.
Щит увенчан обыкновенным дворянским Шлемом с дворянскою на нём Короною и тремя страусовыми перьями. Намёт на щите зелёный подложенный серебром и золотом. Щитодержатели: два Воина одетые в Латы, имеющие в руках по одному Копью.

#### Герб. Часть XIII. № 50.
Герб тайного советника Дмитрия Шубина-Поздеева: щит дважды рассечённый и один раз пересечённый, с малым щитком в середине. В первой, золотой части зелёная боярская шуба на собольем меху. Во второй, зелёной части, скошенно вправо серебряный изогнутый меч остриём вниз. В третьей, червлёной части, золотой меч вниз. В четвёртой, лазоревой части, крестообразно золотой лук и серебряная стрела влево. В пятой, серебряной части, чёрный орел с червлёными глазами и языком, коронованный княжеской короной, держащий в правой лапе золотой скипетр, в левой золотую державу. В шестой, лазоревой части, серебряная подкова шипами вверх (польский герб Ястржимбец). В малом щитке в червлёном поле серебряный полумесяц вверх, над ним золотая шестиконечная звезда.
Над щитом два дворянских коронованных шлема. Нашлемники: правого шлема — три страусовых пера, из коих среднее — червлёное, на нём серебряный полумесяц вверх, над ним золотая шестиконечная звезда, а крайние — серебряные. Второго шлема — три страусовых пера, из коих среднее — червлёное, на нём вертикально, остриём вниз золотой меч, два крайних — лазоревые, на каждом по серебряной подкове шипами вверх. Намёт: обоих шлемов — червлёный с золотом. Щитодержатели: два древних русских воина в серебряном вооружении, держащие каждый по серебряному бердышу на зелёном древке.

#### Герб. Часть VIII. № 99.
Герб потомства Герасима Васильевича Шубина: в щите, имеющем голубое и серебряные поля, изображена городовая красного цвета стена о четырёх зубцах и выходящий лев, обращённый в левую сторону, у которого на хвосте видны два и в лапах одно железных кольца. Щит увенчан дворянским шлемом и короной, на поверхности которой находиться означенный в щите до половины лев с кольцом в лапах. Намёт на щите красного и голубого цвета, подложенный серебром.

## Известные представители
- Шубин Василий Венедиктович — верейский городовой дворянин и стрелецкий сотник (1629).
- Шубин Дмитрий Григорьевич — подьячий Разрядного приказа (1627-1640), дьяк (1658-1677), воевода в Пскове (1650-1651), Новгороде-Великом (1669), вотчинник пустошей Акулово в Манатьине, Быкове и Коровине Московского уезда (1640).
- Шубин Василий Гаврилович — помещик Пошехонского уезда (1640-1657).
- Шубин Парфений Нехорошев — московский дворянин (1671).
- Шубин Ефим — воевода в Ирбите (1678).
- Шубины: Михаил Александрович, Василий Парфеньевич, Афанасий Михайлович — стряпчие (1676-1692)[3][7][8].
- Шубин Василий Иванович (г/р 1753) — коллежский асессор, расстрелян французами при взятии Смоленска (1812).
- Шубин Павел Петрович (г/р 1795) — коллежский советник, управлял Бессарабскими таможнями, женат 2-м браком на княжне Елене Александровне Гика, сестре последнего государя Молдавии, от брака 3 сына и дочь.
- Шубина Софья Николаевна (1817-1853) — жена князя Валадимира Николаевича Оболенского[4].